# Ronde van Piemonte 1987
De 76e editie van de Ronde van Piemonte (ook wel bekend als Gran Piemonte) werd verreden op 15 oktober 1987. 
Voor de eerste maal werd deze wedstrijd gewonnen door een Nederlander. Adrie van der Poel won de sprint.

## Uitslag
| Plaats  | Naam                 | Ploeg                      | tijd     |
| ------- | -------------------- | -------------------------- | -------- |
| Winnaar | Adrie van der Poel   | PDM-GIN MG-Ultima-Concorde | 5u24'35" |
| 2       | Eric Van Lancker     | Panasonic-Isostar          | z.t.     |
| 3       | Adriano Baffi        | Gis Gelati-Jollyscarpe     | z.t.     |
| 4       | Daniele Caroli       | Ecoflam                    | z.t.     |
| 5       | Franco Ballerini     | Magniflex                  | z.t.     |
| 6       | Marc Madiot          | Système U                  | z.t.     |
| 7       | Claudio Chiappucci   | Carrera Jeans-Vagabond     | z.t.     |
| 8       | Luigi Furlan         | Paini-Bottecchia           | z.t.     |
| 9       | Helmut Wechselberger | Paini-Bottecchia           | + 1'05"  |
| 10      | Pius Schwarzentruber | Isotonic-Blacky            | + 1'09"  |

1906 · 1907 · 1908 · 1909 · 1910 · 1911 · 1912 · 1913 · 1914 · 1915 · 1916 · 1917 · 1918 · 1919 · 1920 · 1921 · 1922 · 1923 · 1924 · 1925 · 1926 · 1927 · 1928 · 1929 · 1930 · 1931 · 1932 · 1933 · 1934 · 1935 · 1936 · 1937 · 1938 · 1939 · 1940 · 1941 · 1942 · 1943 · 1944 · 1945 · 1946 · 1947 · 1948 · 1949 · 1950 · 1951 · 1952 · 1953 · 1954 · 1955 · 1956 · 1957 · 1958 · 1959 · 1960 · 1961 · 1962 · 1963 · 1964 · 1965 · 1966 · 1967 · 1968 · 1969 · 1970 · 1971 · 1972 · 1973 · 1974 · 1975 · 1976 · 1977 · 1978 · 1979 · 1980 · 1981 · 1982 · 1983 · 1984 · 1985 · 1986 · 1987 · 1988 · 1989 · 1990 · 1991 · 1992 · 1993 · 1994 · 1995 · 1996 · 1997 · 1998 · 1999 · 2000 · 2001 · 2002 · 2003 · 2004 · 2005 · 2006 · 2007 · 2008 · 2009 · 2010 · 2011 · 2012 · 2013 · 2014 · 2015 · 2016 · 2017 · 2018 · 2019 · 2020 · 2021 · 2022 · 2023 · 2024